# Fraser (Labrador)
De Fraser is een 118 km lange rivier in de Canadese provincie Newfoundland en Labrador. De rivier bevindt zich in het noorden van het schiereiland Labrador. 

## Geografie

### Loop
De rivier de Fraser ontspringt in het Torngatgebergte op een hoogte van 580 m, niet ver van de provinciegrens met Quebec. Hij stroomt aanvankelijk 5 km naar het zuiden en draait geleidelijk naar het oostzuidoosten en uiteindelijk naar het oosten. De Fraser stroomt dan meer dan 100 km bijna kaarsrecht door een diep uitgesneden vallei langs een geologische breuk. Na 63 km komt de Fraser in het valleimeer Tasisuak Lake dat 39 km lang en gemiddeld 1400 m breed is. Na het meer te verlaten stroomt de Fraser nog 16 km oostwaarts om uiteindelijk uit te monden aan het hoofd van Nain Bay. De monding ligt 35 km ten westen van de gemeente Nain, de noordelijkste nederzetting van de provincie. 

### Stroomgebied
De rivier heeft een stroomgebied met een oppervlakte van 1606 km². Het grenst in het zuiden aan het 1813 km² grote stroomgebied van Anaktalik Brook, een rivier die ongeveer 15 km zuidelijker vrijwel parallel aan de Fraser loopt doorheen een andere geologische breuk.

## Vissen
In de Fraser komen de Atlantische zalm, trekzalm, beekforel en Amerikaanse meerforel voor. Kleinere vissoorten die in de rivier leven zijn de driedoornige stekelbaars, tiendoornige stekelbaars en cottus bairdii.